# Laura Flaqué i Centellas
Laura Flaqué Centellas (Barcelona, 21 d'agost de 1963) és una nedadora i jugadora de waterpolo catalana, ja retirada.
Membre del CN Montjuïc, va ser campiona de Catalunya en trenta-una ocasions destacant en les proves lliures, braça, estils i relleus 4x100 m lliures i 4x100 m estils. A nivell estatal, va ser campiona en cinc ocasions en les proves de 200 m braça i relleus 4x100 m estils i 4x100 m lliures. En aquesta especialitat, va establir el rècord establir en dues ocasions. Internacional amb la selecció espanyola, va participar en els Campionat d'Europa júnior de 1978, als Jocs Mediterranis de 1979, al Campionat d'Europa de 1981 i als Jocs Olímpics de Moscou 1980, aconseguint el diploma olímpic en el relleu 4x100 m lliure. Posteriorment, va practicar el waterpolo amb el CN Montjuïc, el CE Mediterrani, amb el qual va guanyar dos Campionats de Catalunya, i el CN Catalunya, aconseguint un campionat d'Espanya i un de Catalunya. Va ser internacional amb la selecció espanyola de waterpolo en trenta-cinc ocasions, destacant la seva participació al Campionat d'Europa de waterpolo de 1995. Després de la seva retirada esportiva, ha format part de l'Institut Ferran Tallada, coordinant l'àrea d'esports.
Entre d'altres reconeixements, va rebre la medalla al mèrit esportiu de la Federació Catalana de Natació com a nedadora el 1982 i com a waterpolista el 1995.

## Palmarès

### Natació
- 15 campionats de Catalunya d'estiu[4]

- 1 en 200 m lliures (1980)
- 1 en 100 m braça (1979)
- 3 en 200 m braça (1979, 1980, 1981)
- 2 en 200 m estils (1979, 1981)
- 2 en 400 m estils (1979, 1981)
- 3 en 4x100 m lliures (1980, 1981, 1982)
- 2 en 4x200 m lliures (1981, 1982)
- 1 en 4x100 m estils (1980)

- 16 campionats de Catalunya d'hivern[5]

- 1 en 100 m lliure (1981)
- 2 en 200 m lliure (1979, 1981)
- 1 en 400 m lliure (1980)
- 1 en 800 m lliure (1980)
- 2 en 100 m braça (1980, 1981)
- 1 en 200 m braça (1981)
- 1 en 200 m estils (1981)
- 2 en 400 m estils (1980, 1981)
- 3 en 4x100 m lliure (1981, 1982, 1983)
- 1 en 4x200 m lliure (1982)
- 1 en 4x100 m estils (1978, 1981)

Campionat d'Espanya
- 1 Campionat d'Espanya d'estiu en 200 m braça: 1980
- 1 Campionat d'Espanya d'estiu en 4x100 m lliure: 1978
- 1 Campionat d'Espanya d'estiu en 4x100 m estils: 1980
- 1 Campionat d'Espanya d'hivern en 4x100 m lliure: 1983
- 1 Campionat d'Espanya d'hivern en 4x100 m estils: 1981

### Watepolo
- 3 Lligues catalanes de waterpolo femenina: 1986-87, 1989-90, 1991-92
- 1 Lliga espanyola de waterpolo femenina: 1990-91